# ديمقراطي البوربون
ديمقراطي البوربون هو مصطلح كان يستخدم في الولايات المتحدة في الفترة من (1876م إلى 1904م) للإشارة إلى عضو المحافظ أو الكلاسيكي الليبرالي في الحزب الديمقراطي، خصوصا واحد الذين أيدوا تشارلز أوكونار في عام 1872م وصموئيل تيلدن في عام 1876م والرئيس غروفر كليفلاند في الفترة من 1884م إلى 1888م أو من 1892م إلى 1896م وألتون باركر في عام 1904م. وبعد عام 1904م، تلاشت البوربون بعيدا.